# Schwobsheim
Schwobsheim (elsässisch Schwobsa) ist eine französische Gemeinde mit 327 Einwohnern (Stand 1. Januar 2021) im Département Bas-Rhin in der Europäischen Gebietskörperschaft Elsass und in der Region Grand Est. Sie gehört zum Gemeindeverband Ried de Marckolsheim. Die Einwohner werden Schwobsheimois genannt.

## Geografie
Schwobsheim liegt zwischen Baldenheim im Westen und Richtolsheim im Osten, neun Kilometer südöstlich von Sélestat im Pays du Grand Ried. Östlich des Ortes verläuft der Rhein-Rhône-Kanal.

## Bevölkerungsentwicklung
| Jahr      | 1962 | 1968 | 1975 | 1982 | 1990 | 1999 | 2007 | 2013 |
| Einwohner | 181  | 186  | 204  | 200  | 216  | 225  | 259  | 336  |

## Sehenswürdigkeiten
Es ist nicht bekannt, ob die Mairie (Rathaus) schon um 1830 stand und 1860 umgebaut wurde, oder ob 1860 ein ganz neues Gebäude entstand. Es wird angenommen, dass das Haus früher eine Dorfschule beherbergte.
Eine ursprüngliche Kirche in Schwobsheim wurde 953 urkundlich erwähnt. Die heutige Pfarrkirche Saint-Jacques-le-Majeur wurde um 1843 vom Architekten Antoine Ringeisen erbaut. In der Kirche befindet sich eine Orgel, die 1769 von Jaque Besançon (1735–1811) (oder von Louis Dubois) gebaut wurde. Seit 1989 ist die Orgel als Monument historique (historisches Denkmal) klassifiziert. 1995 wurde die Orgel restauriert, dabei wurde eine Rechnung von 1766 gefunden, die von Louis Dubois (1726–1766) ausgestellt worden war, der wie Besançon ein bekannter Orgelbauer war. Die Orgel wurde erst 1845 nach Schwobsheim verkauft.

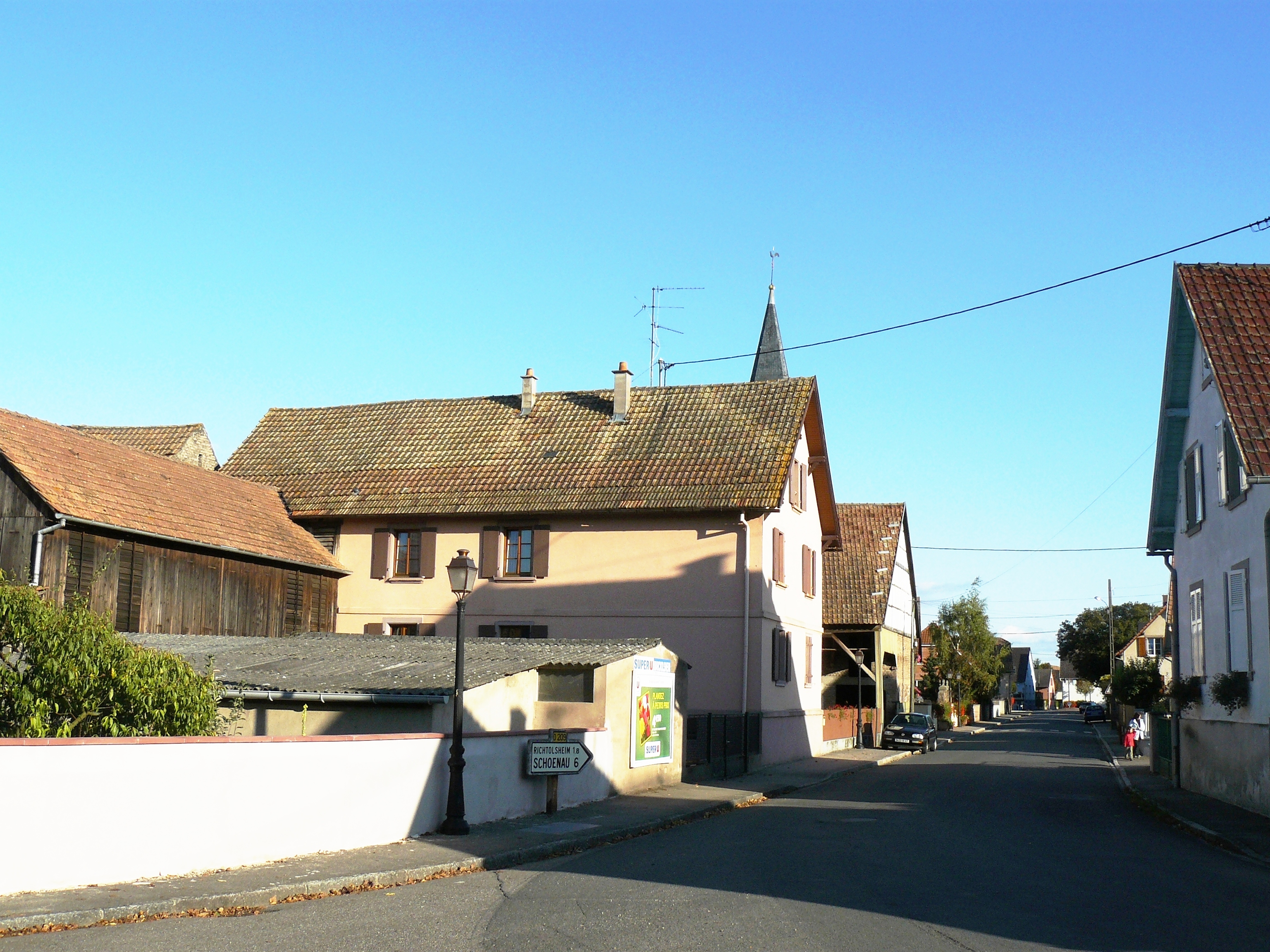
Hauptstraße
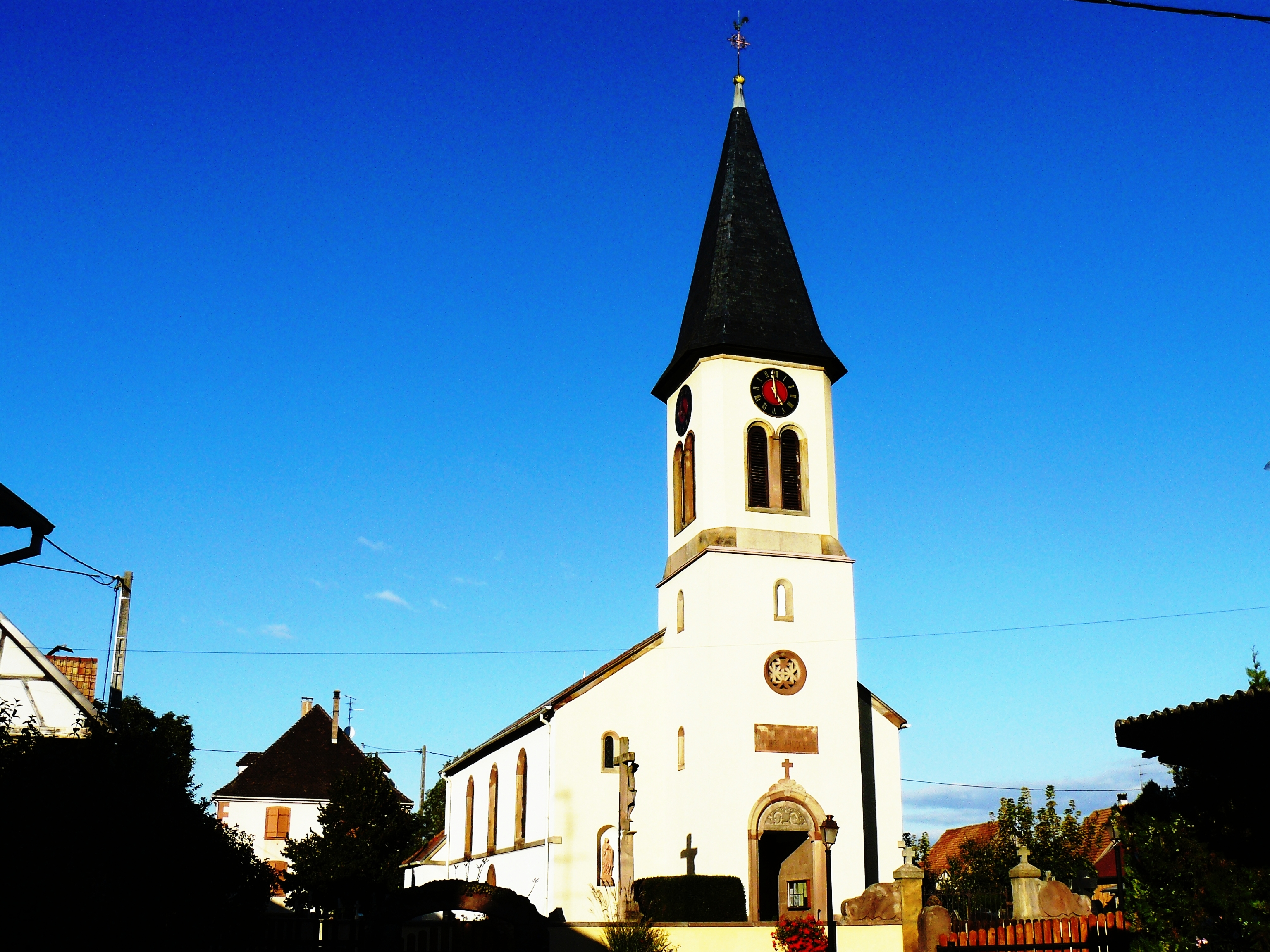
Katholische Kirche Saint-Jacques
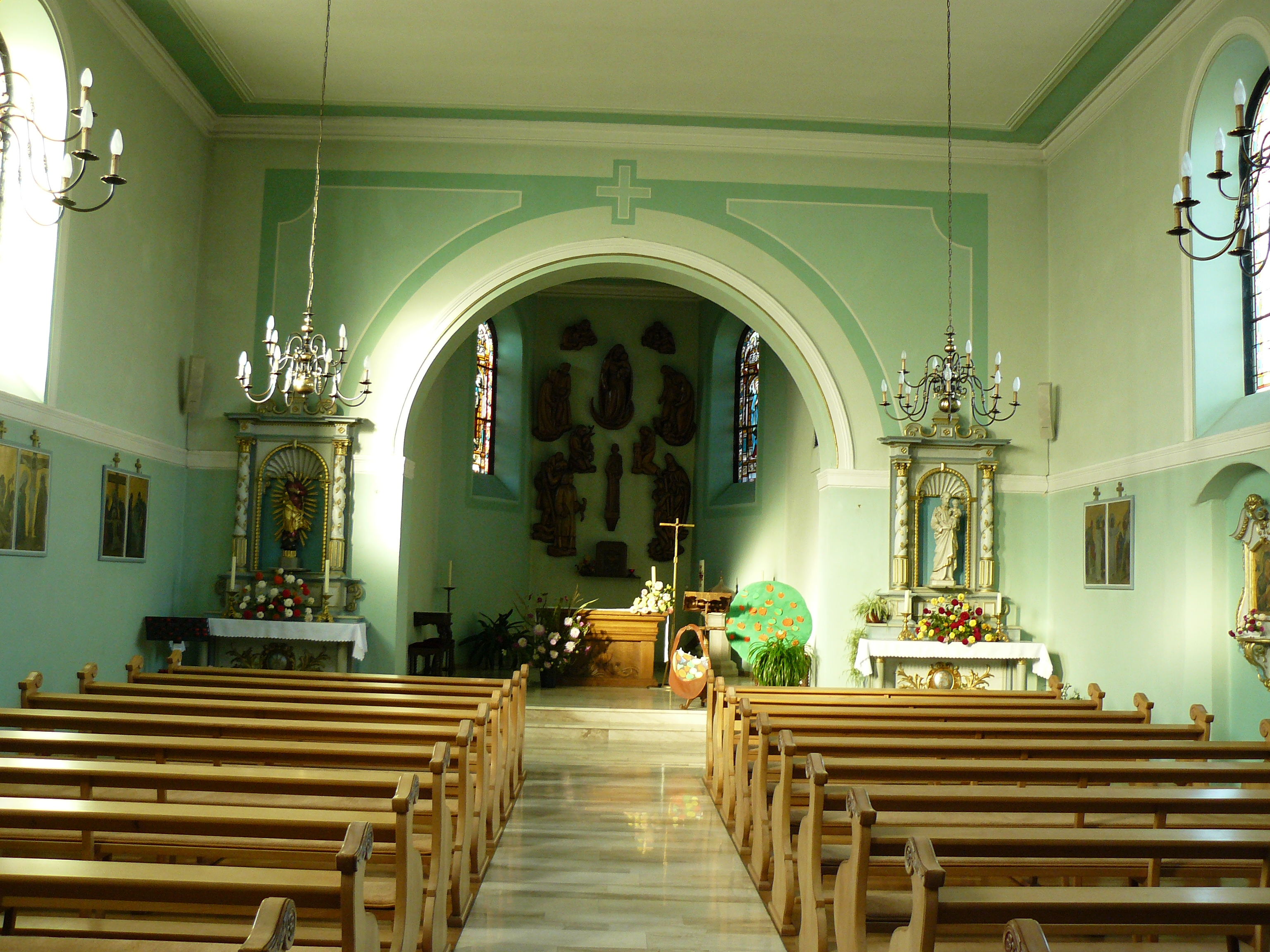
Inneres der Kirche
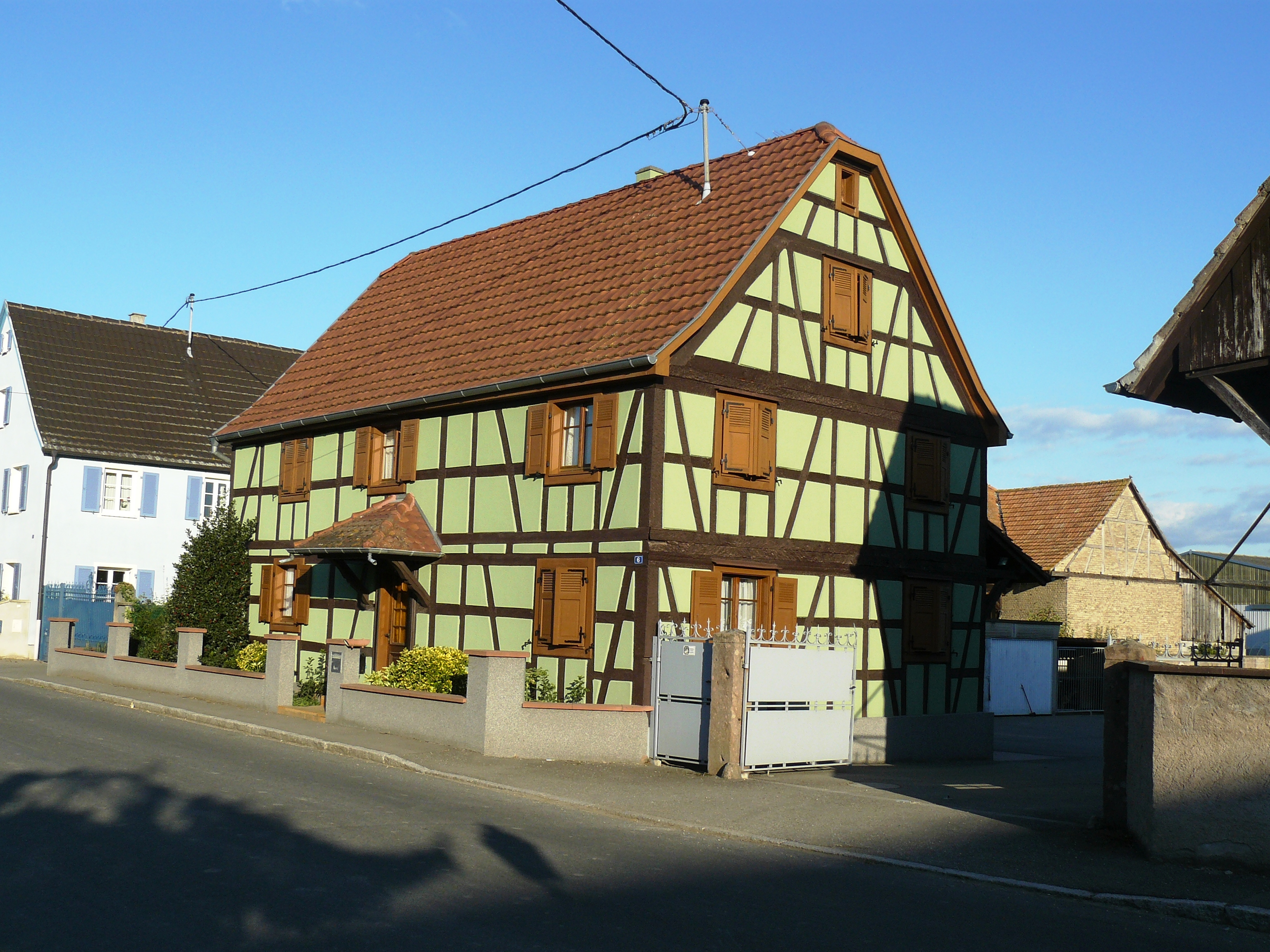
Fachwerkhaus